# The Grayzone
The Grayzone est un site d'actualité et un blog positionné politiquement entre la gauche et l'extrême gauche fondé et édité par le journaliste américain Max Blumenthal en 2015. Le site internet est connu pour sa complaisance envers les régimes autoritaires, son soutien au régime de Bachar el-Assad, sa négation du génocide ouïghour, son soutien à la propagande de Vladimir Poutine et sa promotion de théories complotistes.

## Histoire
The Grayzone est fondé sous le nom de The Grayzone Project en décembre 2015 par Max Blumenthal, journaliste américain, contributeur et commentateur fréquent pour les médias d'État russes, notamment RT et Sputnik,. Le site est hébergé sur AlterNet depuis sa création jusqu'au début de 2018, lorsque The Grayzone devient un site web indépendant.
Max Blumenthal fonde The Grayzone à son retour d'un séjour en Russie, où il a été invité à célébrer les 10 ans de la chaîne de propagande du Kremlin RT (Russia Today), et qui semble lui avoir fait totalement changer de perspective sur le conflit syrien,.

## Contenu
The Grayzone est généralement classé à gauche ou à l'extrême-gauche, son contenu informatif est considéré comme marginal, avec un contenu idéologique centré contre l'impérialisme américain et en soutien à des régimes autoritaires,.
The Grayzone soutient le régime de Bachar el-Assad en Syrie, en relayant les articles de propagandistes et publiant du contenu niant que le gouvernement syrien a utilisé des armes chimiques contre des civils pendant la guerre civile syrienne,,,, et maintient une ligne éditoriale pro-Kremlin,. Selon Conspiracy Watch, en 2022, c'est l'un des principaux sites de désinformation pro-Kremlin aux États-Unis.
Le site internet nie également la portée des camps d'internement du Xinjiang et du génocide des Ouïghours, minimisant les abus largement documentés perpétrés par le gouvernement chinois contre les minorités musulmanes du Xinjiang et se faisant l'écho de campagnes de désinformation du gouvernement chinois,,,,,.
The Grayzone a été le fer de lance de théories du complot suggérant que Pete Buttigieg serait un membre de la CIA ou que l'OIAC chercherait à cacher la réalité de ses conclusions concernant les attaques chimiques en Syrie,,.
Le site publie régulièrement de la désinformation sur la pandémie de Covid-19.
The Grayzone relaye également la désinformation sur l'invasion de l'Ukraine par la Russie.

## Principaux rédacteurs
Parmi les contributeurs réguliers, on trouve notamment Max Blumenthal, son épouse Anya Parampil (ancienne correspondante Amérique pour Russia Today), Ben Norton et Aaron Maté,,,. Plusieurs d'entre-eux ont obtenu un « prix d'intégrité du journalisme » attribué à de nombreuses figures du soutien à Bachar el-Assad par un lobby pro-Assad,. Mohamed Elmaazi, contributeur de Grayzone et journaliste londonien, travaille à plein temps pour le média russe Sputnik entre 2019 et 2021. Jeremy Loffredo, pigiste régulier de Grayzone, travaille à plein temps plein pour RT au cours des mêmes années.
En 2022, Wyatt Reed, qui écrivait déjà pour The Grayzone depuis 2019, qui en devient le rédacteur en chef. En juin 2024, le Washington Post révèle, grâce à des documents fuités du média de propagande d’État iranien Press TV, que Wyatt Reed a reçu plusieurs milliers de dollars de l'Iran, malgré les sanctions américaines contre la maison mère de Press TV.

## Réception et critique
The Grayzone est critiqué pour sa couverture des régimes autoritaires,. Bruce Bawer, dans Commentary, décrit The Grayzone comme « un guichet unique de propagande, consacré en grande partie à pousser une ligne pro-Assad sur la Syrie, une ligne pro-régime sur le Venezuela, une ligne pro-Poutine sur la Russie, et une ligne pro-Hamas sur Israël et la Palestine » tandis que l'Index on Censorship décrit The Grayzone comme « un point de vente en ligne connecté au Kremlin qui promeut les théories du complot pro-russes et la négation de génocide ». L'universitaire socialiste Gilbert Achcar affirme que The Grayzone est un exemple de « propagande de "gauche" pro-Poutine, pro-Assad combinée à un journalisme de caniveau ».
Le site est également vivement critiqué pour sa caractérisation des camps d'internement du Xinjiang et d'autres abus de l'État chinois contre les Ouïghours James Bloodworth, dans le New Statesman, écrit : « en écho à la façon dont les dictatures publient la flatterie des dupes étrangers crédules dans leurs journaux d'État, les porte-paroles du ministère chinois des Affaires étrangères ont tweeté avec approbation des articles du magazine en ligne de Blumenthal, The Grayzone, qui ont cherché à nier la persécution de la population ouïghoure de Chine ».
Dan La Botz de New Politics accuse The Grayzone de « calomnie » pour avoir allégué que DSA, Jacobin et Haymarket hébergeaient des agents du gouvernement engagés dans un changement de régime. Tom Rogan, dans le Washington Examiner, décrit The Grayzone comme faisant « partie d'une cabale de médias américains d'extrême gauche qui sont soit financés par des alliés russes, soit par la Russie en particulier ».
En mars 2020, Wikipédia en anglais déconseille officiellement l'utilisation de The Grayzone comme source pour les faits dans ses articles, citant des problèmes de fiabilité factuelle du site Web.
Les liens financiers de plusieurs rédacteurs de The Grayzone travaillant pour les médias d’État de régimes autoritaires, notamment la Russie et l'Iran, y compris le rédacteur en chef, Wyatt Reed, sont pointés par le Washington Post en lien avec leur diffusion de propagande de ces régimes.

### Propagande des entités affiliées à l'État chinois
Le gouvernement chinois, les responsables du Parti communiste chinois (PCC) et les médias d'État chinois considèrent la couverture de la Chine par The Grayzone de manière positive car elle correspond à leur propagande,.
Afin de contester les violations des droits humains en cours au Xinjiang, les médias d'État chinois et les responsables chinois citent de plus en plus les publications de The Grayzone dans leurs communications publiques. Selon un rapport de l'Australian Strategic Policy Institute, les médias contrôlés par l'État chinois et les entités affiliées commencent à relayer et amplifier des articles de The Grayzone en décembre 2019, après que le site Web a publié un article critiquant le chercheur sur les droits humains du Xinjiang Adrian Zenz. Les médias contrôlés par l'État chinois ont relayé The Grayzone au moins 313 fois entre décembre 2019 et février 2021, dont 252 occurrences dans des publications en anglais, selon le rapport. Ils ont ainsi utilisé la couverture faite par The Grayzone de la situation dans leur propagande pour discréditer les rapports concernant les atteintes aux droits humains dans le Xinjiang.